# می‌کوت
مِی‌کوت (به مجاری:  Mélykút) یک منطقهٔ مسکونی در مجارستان است که در ناحیه یانوش‌هالما واقع شده‌است. می‌کوت ۱۲۳٫۵ کیلومتر مربع مساحت و ۵٬۷۷۵ نفر جمعیت دارد.